# Prozerpina ugrabljena od Plutona
Prozerpina ugrabljena od Plutona drama je hrvatskog pisca Ivana Gundulića.

## Predložak
Prozerpina ugrabljena od Plutona jedan je od četiriju sačuvanih dramskih tekstova Ivana Gundulića, što ih je sam autor nazvao “porodom od tmine”. U arhivu Male Braće u Dubrovniku čuvaju se prijepisi Antuna Kerše i Klementa Rajčevića iz 1795. godine, a prvi je put drama tiskana 1843. godine u Dubrovniku. Pitanje talijanskog uzora Prozerpine još uvijek je neriješeno, a sadržajno se djelo djelomice podudara s epom De raptu Proserpinae rimskog pjesnika Klaudija Klaudijana.

## Izvedba
Prozerpina ugrabljena od Plutona idealna je za baroknu pozornicu koja se, za razliku od one renesansne, ne zadovoljava ravninom scene, tj. linearnim rasporedom zbivanja, već se ostvaruje svim sredstvima novog tipa dekora, sve bogatijom i djelotovornijom scenskom tehnikom u kojoj dominiraju strojevi, sprave i naprave, podižući začudnost do stupnja očuđujuće fantastike. Posebno su bitni zvučni i svjetlosni efekti. Upravo u ovoj drami Gundulić širi prostor pozornice iz pastoralnog realiteta prema novoj, onostranoj, „paklenoj“ dimenziji i na taj način uvodi scensku fantastiku sa svim njezinim popratnim rekvizitima u hrvatsku dramu 17. stoljeća.

## Forma

### Kompozicija
Prozerpina ugrabljena od Plutona ima 1699 stihova, koji se sastoje od prologa i tri čina. Prvom činu pripada 456 stihova, a raščlanjen je na dvije scene. Drugi čin sastoji se od 629 stihova, podijeljenih na sedam scena, dok je radnja trećega čina opisana u 614 stihova, kroz četiri scene.

### Tematika
Djelo obiluje antitezama, hiperbolama, kontrastima i oksimoronima. Cijeli svijet drame građen je spajanjem suprotnosti, kako u izrazu, tako i na semantičkom planu. Posebno se ističe odnos svjetlosti i tame: prvi čin počinje hvalospjevom zori i buđenjem dana, a drugi završava zazivanjem mraka. Taj se kontrast osjeća i na početku drame u odnosu pakla i raja. No kako priča odmiče kraju, Gundulićev opis pakla postaje sve sličniji opisu raja ili nekog posvećenog mjesta gdje se nalaze blaženi, pravedni, dobri i milostivi.

## Stil
Po svim stilskim karakteristikama djelo pripada razdoblju baroka. Ideja djela temelji se na suprotstavljanju svjetla i tame, s time u skladu, pri opisivanju se rabi kontrast: Meni svjetlos i sloboda / jednako se tužnoj brani, / osuđenijeh sred naroda / da u pakljenoj cičim strani. (stihovi 355. – 358.)
Tekst obiluje i drugim stilskim figurama kao što su: poliptoton (Lijepa je ljepos lijepijeh vila, stih 312), oksimoron (buka mukla), hiperbola (Tuj proždire zemlja mene, / tuj me krije i provodi, / ljudcki stupaj kud ne hodi / proz dubine proz pakljene, stihovi, 888. – 891.) i dr.

## Dramske osobe
U drami se pojavljuju ova lica:
- Merkurijo
- Prozerpina
- Pluton
- Pastiri Ljubmir, Lovorko, Radmio i Dubravko
- Čerere
- Aretuza
- Furije Megera, Radamant i Tezifone
- Božice Venera, Dijana i Palade
- Kor božica
- Kor vila dubravskijeh
- Kor pastira
- Kor dvorana
- Kor dvorkinja

Radnja se odvija u „dubravi od Sičilije“, daleko od napučenih mjesta i u paklu, a traje jedan dan.
Likovi imaju mitološku pozadinu - rimski bogovi: i božice Pluton, Jove, Venera, Dijana, Palade, Čerere, Prozerpina, pa i nimfa Aretuza koja se pretvorila u rijeku jer ju je proganjao riječni bog Alfej (Ovidijev mit o nimfi Aretuzi).
Likovi se, osim na pripadnike raja, pakla i dubrave, mogu podijeliti i s obzirom na hijerarhijski položaj. Prostor dubrave mogao bi se postaviti nasuprot paklu jer se vlada prema moralnim principima. Gospodar raja, koji se u djelu samo spominje, ali nema replika, jest Jove. Njegov pakleni antipod jest Pluton. Plutonove replike pisane su dvostruko rimovanim dvanaestercem i simetričnim osmercem. Njegova uloga gospodara pakla karakterizira ga negativno, ali unutar prostora samog pakla njegova uloga nije jednoznačna. Upravo je lik Plutona taj u kojem su interpretatori pronašli Gundulićevo razmišljanje o tadašnjoj vlasti: Er kô u muke oni hode, / podno pakla ter se praže / (čujte prikor!) kim bi draže / zlato od iste njih slobode, / tako stoje tuj slobodni / bez ozira kijeh strah ne bi / riječima i krvi pri potrebi / primagati grad svoj rodni. (stihovi 1530–1537)
U prostor dubrave smještene su vile: Venera, Prozerpina, Dijana, Kor božica i Kor vila dubravskijeh. Unutar vilinskog svijeta prva je Venera kojoj se Prozerpina obraća riječima: lijepa majko od ljubavi. Isto tako njezin se autoritet izražava i naredbama koje upućuje ostalim vilama. Replike unutar vilinskog svijeta pisane su različitim vrstama stiha: četvercem, šestercem, sedmercem, simetričnim osmercem i devetercem. Pripadnici dubrave jesu i pastiri Ljubmir, Radmio, Lovorko i Dubravko. I unutar pastirskog svijeta prisutna je hijerarhija. Pastir Ljubmir vodi glavnu riječ. Njegove su replike najdulje i daju najpotpuniji uvid u događaj vezan uz Prozerpininu otmicu. Pastirske replike također su pisane mješovitim stihom: simetričnim osmercem, devetercem, desetercem i dvostruko rimovanim dvanaestercem.
Lik Prozerpinine majke, božice Čerere, jedini je uz Prozerpinu koji prolazi kroz sve prostore u drami. Iako tužna zbog Prozerpinina nestanka, sjeća se sretnih dana u mladosti kada je bila lijepa i neodoljiva te govori o zavisti drugih žena. Zaključuje se da je bila relativno tašta, ali istodobno i brižna majka (još jedna Gundulićeva semantička opreka). Zbog nesporazuma s jekom glasova u planini proklela je zemlju (paradoks – božica zemlje proklinje zemlju!). Čerere je i na planu drame i na planu same ideje djela metafora kompromisa.
Tijekom drame glavna junakinja Prozerpina uglavnom je odsutna, o njoj se samo priča, a odsutno je i samo događanje, sve se uglavnom svodi na prepričavanje, osim u zadnjem činu. Krhka i prestrašena Prozerpina kakvu upoznajemo na početku ove drame, kako radnja odmiče, postaje odvažna i samouvjerena, tj. postaje svjesna svega što joj podzemlje nudi – moć, krunu, vlast, sluge, ali i ljepotu – livade, sunce, mir.

## Sadržaj
Djelo počinje prologom u kojem Merkurijo, glasnik svih bogova, izlazeći iz Plutonovih paklenih dvora prepričava događaj koji je doveo do Prozerpinine otmice. Pluton je ogorčen što je od svih bogova jedino njemu zabranjeno imati ženu. Potaknut srdžbom pušta iz pakla svoje podanike, zle sjene. Jove, vrhovni bog, na kraju popušta i obećava Plutonu za ljubavnicu dati Prozerpinu.
Radnja započinje idiličnim prizorom igre Venere, Prozerpine i Dijane u prekrasnom cvjetnom krajoliku. Iznenada, taj idiličan prizor biva narušen naglim raspuknućem tla te strašnom pojavom Plutona i Kora paklenih furija. Shvaćajući da će biti odvedena u strašne predjele pakla, Prozerpina preklinje za milost. Pluton je ipak odvodi, ali uz obećanje da će je učiniti svojom kraljicom.
U sljedećoj sceni javlja se Kor pastira, koji, ne znajući što se zapravo dogodilo, strašni potres tumače kao prethodnika velikoga zla koje im se sprema te mole Višnjega da ih poštedi nadolazeće patnje. Sljedeći stihovi uvode u radnju Čerere koja od šumske gore saznaje da joj je Pluton oteo kćer. Mahnita od boli traži Prozerpinu. Nailazi na Aretuzu koja joj govori da je vidjela Prozerpinu te da se ne brine za nju jer ju je Pluton učinio svojom kraljicom. Čerere, ne prihvaćajući tu činjenicu, kreće u podzemlje kako bi vratila svoju kćer.
Pluton u međuvremenu priprema veselje povodom svoga vjenčanja te zato prekida mučenja svih grešnika, da bi time prestao njihov jauk i plač koji bi mogli ometati njegovo slavlje.
Nakon Čererina silaska u pakao, Pluton joj objašnjava kako je njezina kći sretna. Čerere ne vjeruje u to i želi je vidjeti. Prozerpina se pojavljuje i objašnjava majci kako je zaista sretna u paklu te da nema razloga brinuti se za nju. Čerere i dalje ne prihvaća Prozerpinin ostanak u podzemlju. Na kraju joj Pluton daje obećanje kako će šest mjeseci Prozerpina biti s njim, a potom šest mjeseci s njom na zemlji. Zbog toga je Čerere zadovoljna te mladencima daje blagoslov.